# İETT
İETT è l'acronimo di İstanbul Elektrik Tramvay ve Tünel, azienda che gestisce il trasporto pubblico nella città di Istanbul.

## Storia
L'esercizio del trasporto pubblico a Istanbul è stato svolto da compagnie inglesi e francesi fino al 1939, quando è stato nazionalizzato con l'istituzione il 16 giugno dello "İETT".
Inizialmente nella nuova azienda confluivano numerosi tram delle precedenti gestioni e solo tre autobus, nulla se si pensa alle 2500 unità di oggi.
Nel 1961 venivano soppresse alcune linee tranviarie ed il 27 maggio dello stesso anno si inaugurava il servizio filoviario con percorsi che ricalcavano principalmente
quelli delle ex-tranvie. Un centinaio di filobus italiani, modello "Ansaldo-San Giorgio", attraversavano incessantemente il ponte sul Bosforo nei primi anni con la livrea biverde e poi con quella inconfondibile avana-arancio fino al 1984, quando il traffico della città vecchia e l'anzianità delle vetture determinavano lo smantellamento della rete e la cessione di 75 filobus ancora funzionanti a Smirne, dove hanno circolato fino al 1992, anche qui per soppressione della filovia.

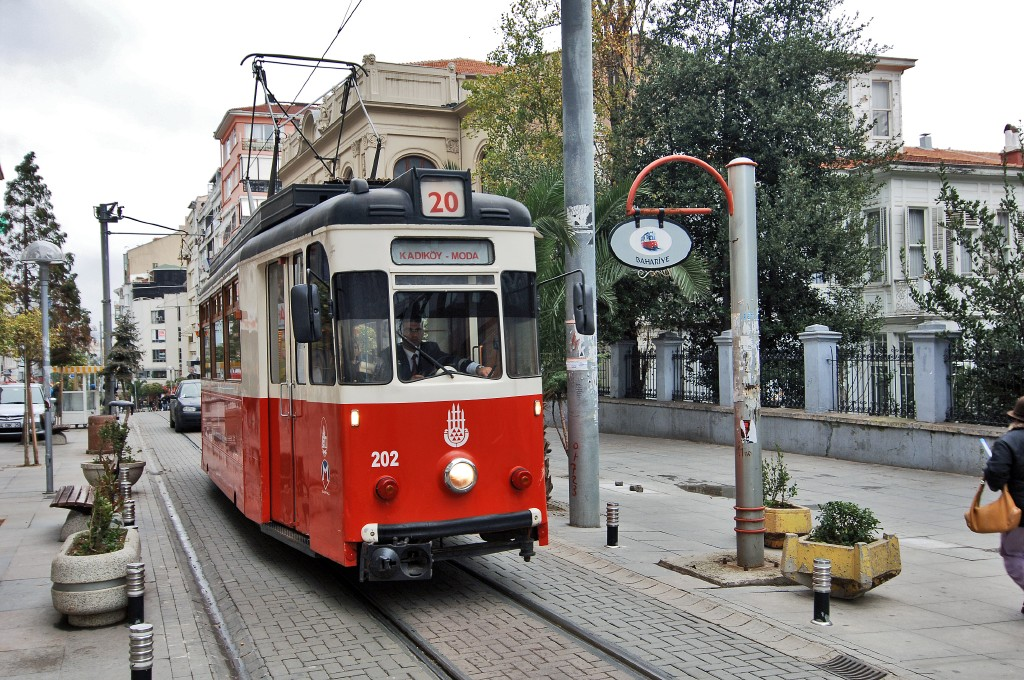
Tram "IETT" n. 202 sulla linea 20

Verso la fine del 1990 è stato ripristinato un vecchio percorso tramviario, la linea 3 "Taksim-Tünel" lunga quasi 2 km, esercitata con vecchi tram bianco-rossi di inizio Novecento, sul lato europeo della città. L'iniziativa, molto apprezzata dai turisti e dai nostalgici, ha avuto seguito con la riapertura di una seconda linea storica sul finire del 2003, la linea 20 (Kadiköy-Moda), questa volta sul lato asiatico.

## Esercizio
L'azienda gestisce quasi 500 linee, disponendo di oltre 2500 autobus spesso con carrozzeria rosso-blu, soprattutto di produzione MAN, Ikarus e Mercedes-Benz e di numerosi
tram, anche di vecchio tipo che solcano strade del centro storico.
La stessa azienda esercita anche altri servizi su rotaia, tra cui la metropolitana di Istanbul.